# 139028 Haynald
139028 Haynald este un asteroid din centura principală de asteroizi, denumit în amintirea arhiepiscopului Lajos Haynald.

## Descriere
139028 Haynald este un asteroid din centura principală de asteroizi. A fost descoperit pe 28 februarie 2001 la Observatorul Piszkéstető de Krisztián Sárneczky și Alíz Derekas. Asteroidul prezintă o orbită caracterizată de o semiaxă mare de 2,26 ua, o excentricitate de 0,07 și o înclinație de 6,3° în raport cu ecliptica.